# Lola T93/30
Lola T93/30 – samochód Formuły 1 zaprojektowany przez Erika Broadleya i zbudowany przez Lola Racing Cars dla zespołu BMS Scuderia Italia na sezon 1993. Scuderia Italia, która nie konstruowała własnych samochodów, wcześniej korzystała z samochodów konstrukcji Dallary, ale po nieudanym sezonie 1992 właściciel zespołu Giuseppe Lucchini zdecydował się na skorzystanie z usług Loli.
Jednakże model T93/30 okazał się najmniej konkurencyjnym samochodem w sezonie 1993. Jego brak konkurencyjności spowodował, że Scuderia Italia wycofała się z ostatnich dwóch Grand Prix sezonu, a przed sezonem 1994 połączyła się z Minardi. Ponadto T93/30 był ostatnim modelem Loli, który wziął udział w wyścigu Formuły 1.

## Tło
Od pierwszego wyścigu BMS Scuderia Italia w Formule 1, Grand Prix Brazylii 1988, zespół ten korzystał z samochodów skonstruowanych przez Dallarę. Jednakże samochód z sezonu 1992, Dallara 192, mimo zdobycia dwóch punktów, spisywał się poniżej oczekiwań zespołu. Zespół bowiem zawarł porozumienie z Ferrari na zakup silników, które były mocniejsze niż używane wcześniej przez Scuderia Italia silniki Judd i Ford. W sezonie 1992 mimo mocniejszych silników wyniki były gorsze niż w sezonie 1991, co sugerowało, że odpowiedzialne za to jest nadwozie. W połowie sezoniu właściciel zespołu, Giuseppe Lucchini, podpisał porozumienie z Lola Racing Cars na zbudowanie samochodu na sezon 1993, przez co zespół miał zmienić oficjalną nazwę na Lola BMS Scuderia Italia.
Lola była uznaną marką w Formule 1. Ich pierwszy samochód w Formule 1, Mk4, zbudowali w 1962 roku. Od tego czasu budowali samochody dla takich zespołów jak Honda, Embassy Hill czy Larrousse; Honda RA300 "Hondola" wygrała Grand Prix Włoch 1967. Była także "na czasie", jako że ostatnie porozumienie z zespołem Formuły 1 (Larrousse) zakończyło się w 1991 roku, ponadto Lola budowała samochody dla wielu innych formuł wyścigowych. Partnerstwo między Lola Racing Cars i BMS Scuderia Italia było rozpatrywane w ramach długoterminowej strategii mającej na celu stanie się Scuderia Italia jednym z czołowych zespołów Formuły 1.

## Konstrukcja
Lola konstruowała samochód w swojej bazie niedaleko Huntingdon; później do samochodu wkładano silnik Ferrari. Nadwozie monocoque z włókien węglowych i aluminium o strukturze plastra miodu było konwencjonalnym projektem, zaś sam samochód nie zawierał elektronicznych "pomocy", takich jak kontrola trakcji czy aktywne zawieszenie, które w 1993 roku były używane przez większość czołowych zespołów. W trakcie sezonu przez zespół Scuderia Italia zostały wykorzystane trzy egzemplarze T93/30.
Obaj kierowcy jeżdżący dla Scuderia Italia w 1992 roku, tj. Pierluigi Martini i JJ Lehto, odeszli z zespołu, przenosząc się odpowiednio do Minardi i Saubera. Ich miejsce zajęli weteran Michele Alboreto oraz mistrz Formuły 3000, Luca Badoer. Lucchini podpisał również umowę sponsorską z marką papierosów Chesterfield.

## T93/30 w wyścigach
Debiut modelu T93/30 przypadający na Grand Prix RPA okazał się trudny. Badoer i Alboreto uzyskali odpowiednio 25 i 26 miejsce w kwalifikacjach, wypadając najgorzej ze wszystkich kierowców. Z wyścigu obaj wycofali się z powodu problemów mechanicznych. Przed drugą rundą z mistrzostw oficjalnie wycofał się March. Zadeklarowano więc, że do wyścigu będzie kwalifikować się 24 najlepszych kierowców. Zespoły zwiększyły tę granicę do 25 kierowców, by z każdego zespołu zapewniony udział miał minimum jeden kierowca. Mimo to sytuacja Scuderia Italia nadal była niepewna. Obaj kierowcy zespołu zdołali się zakwalifikować i ukończyć wyścig – Alboreto na 11 miejscu, tuż przed Badoerem.
W Grand Prix Europy Badoer ustanowił najwolniejszy czas i nie zakwalifikował się do wyścigu, podczas gdy Alboreto ponownie ukończył wyścig na 11 miejscu. Jednakże następnie Alboreto nie zakwalifikował się do kolejnego wyścigu na Imoli i z pięciu wyścigów po tym Grand Prix nie zakwalifikował się cztery razy w porównaniu do jednokrotnego niezakwalifikowania się Badoera. W tym okresie Badoer uzyskał najlepszy wynik modelu, dojeżdżając siódmy w Grand Prix San Marino. W Kanadzie był piętnasty. W Grand Prix Wielkiej Brytanii Badoer odpadł po awarii instalacji elektrycznej, przez co wyjechał samochód bezpieczeństwa, ponieważ samochód Włocha stał w niebezpiecznym miejscu. T93/30 był najwolniejszym samochodem w stawce, co wydawało się mieć bardziej negatywny wpływ na Alboreto niż na Badoera.
Przed Grand Prix Niemiec zespoły jednomyślnie zgodziły się, by wszyscy kierowcy kwalifikowali się do wyścigu. Nie poprawiło to jednak konkurencyjności T93/30, a kierowcy Scuderia Italia nadal kwalifikowali się i kończyli wyścig w pobliżu lub na samym tyle stawki. Poprawiono niezawodność i Grand Prix Belgii było drugim wyścigiem, który ukończyły oba samochody zespołu. Ponadto Badoer ukończył trzy wyścigi z rzędu, w tym zajął 10 miejsce w Grand Prix Włoch, które zostało uznane za najbardziej konkurencyjny występ Loli T93/30 w sezonie. Jednakże w obozie Loli dominowało po tym wyścigu rozczarowanie, ponieważ Michele Alboreto mógł zdobyć punkt, ale w jego samochodzie uszkodzeniu uległo zawieszenie.
Niemniej jednak to nie wystarczyło do ratowania sytuacji. Na tym etapie Lola i Scuderia Italia zapowiedziały, że nie będą ze sobą współpracować w roku 1994, a Ferrari ogłosiło, że nie będzie dłużej dostarczać silników zespołowi. Relacje pomiędzy Scuderia Italia i Lolą pogorszyły się, jako że każda ze stron oskarżała drugą o słabe wyniki samochodu. Scuderia Italia wysłała nawet Sergio Rinlanda – który zaprojektował dla nich Dallarę F188 w 1988 roku – do siedziby Loli, ale Rinlandowi odmówiono prawa wstępu. Po Grand Prix Portugalii Lucchini zadecydował o rozwiązaniu zespołu.

## Spuścizna
Aerodynamika samochodu była słaba, przez co bolid był niezwrotny. Inżynierowie Loli nie wydobyli pełni potencjału z silnika Ferrari, twierdząc, że jego moment obrotowy był ograniczony w wolnych i średnioszybkich zakrętach. Inną wadą T93/30 był brak dozwolonych "pomocy" elektronicznych; w okresie Grand Prix Kanady Scuderia Italia była jedynym zespołem nie korzystającym z nich.
Osiągi T93/30 były wielkim rozczarowaniem zarówno dla Scuderia Italia, jak i dla Loli; obie strony przyznały później, że z perspektywy czasu porozumienie było błędem. Po zakończeniu sezonu 1993 Lucchini zdecydował się wesprzeć sponsoringiem i pozostałym wyposażeniem Minardi, włoski zespół, który produkował własne samochody, ale wiecznie brakowało mu pieniędzy. Lucchini zlikwidował swój udział w Minardi w 1996 roku, a pozostałe akcje sprzedał w 1999 roku. Mimo że Scuderia Italia nadal bierze udział w wyścigach samochodowych, to Lola T93/30 była ostatnim samochodem zespołu ścigającym się w Formule 1.
Tymczasem Lola postanowiła wprowadzić w życie program, w myśl którego pojawiłaby się w Formule 1 jako niezależny zespół z własnym samochodem. W 1995 roku zespół wyprodukował model T95/30, który został przetestowany przez Allana McNisha, ale nigdy nie ścigał się w Formule 1. Dwa lata później Lola weszła w partnerstwo finansowe z MasterCard, tworząc MasterCard Lola F1 Team. Jednakże budowa samochodu T97/30 miała miejsce na "szybko" i do Grand Prix Australii 1997 nie zakwalifikował się żaden z kierowców zespołu. Po tym Grand Prix Lola wycofała się z Formuły 1, co oznacza, że model T93/30 był ostatnim modelem Loli, który wziął udział w wyścigu.

## Wyniki
| Legenda oznaczeń w tabelach wyników Wyświetl szablon na nowej stronie | Legenda oznaczeń w tabelach wyników Wyświetl szablon na nowej stronie                                                                     |
| Oznaczenie                                                            | Wyjaśnienie |
| --------------------------------------------------------------------- | --- |
| Złoty                                                                 | Zwycięzca lub mistrzostwo |
| Srebrny                                                               | 2. miejsce lub wicemistrzostwo |
| Brązowy                                                               | 3. miejsce lub II wicemistrzostwo |
| Zielony                                                               | Ukończył, punktował (w klasyfikacji generalnej, gdy zdobył co najmniej jeden punkt na przestrzeni sezonu, poza trzema powyższymi opcjami) |
| Niebieski                                                             | Ukończył, nie punktował (w klasyfikacji generalnej, gdy nie zdobył co najmniej jednego punktu na przestrzeni sezonu)                      |
| Czerwony                                                              | Nie zakwalifikował się (NZ) |
| Czerwony                                                              | Nie prekwalifikował się (NPK) |
| Różowy                                                                | Nie ukończył (NU) |
| Różowy                                                                | Niesklasyfikowany (NS) (w klasyfikacji generalnej, gdy nie został sklasyfikowany w żadnym wyścigu sezonu)                                 |
| Czarny                                                                | Zdyskwalifikowany (DK) |
| Czarny                                                                | Wykluczony (WYK/EX) |
| Biały                                                                 | Nie wystartował (NW) |
| Biały                                                                 | Kontuzjowany (K/INJ) |
| Biały                                                                 | Wyścig odwołany (OD/C) |
| Bez koloru                                                            | Został wycofany (WYC/WD) |
| Bez koloru                                                            | Nie przybył (NP/DNA) |
| Bez koloru                                                            | Nie brał udziału w treningach (NT/DNP) |
| Bez koloru                                                            | Nie został zgłoszony (–) |
| Pogrubienie                                                           | Start z pole position |
| Kursywa                                                               | Najszybsze okrążenie wyścigu |
| †                                                                     | Nie ukończył, ale jego rezultat został zaliczony ze względu na przejechanie więcej niż 90% dystansu wyścigu.                              |
| *                                                                     | Sezon w trakcie |
| 1/2/3                                                                 | Punktowana pozycja w sprincie kwalifikacyjnym                                                                                             |
| Lista systemów punktacji Formuły 1                                    | |

| Sezon | Zespół                   | Kierowcy         | Wyniki w poszczególnych eliminacjach | Wyniki w poszczególnych eliminacjach | Wyniki w poszczególnych eliminacjach | Wyniki w poszczególnych eliminacjach | Wyniki w poszczególnych eliminacjach | Wyniki w poszczególnych eliminacjach | Wyniki w poszczególnych eliminacjach | Wyniki w poszczególnych eliminacjach | Wyniki w poszczególnych eliminacjach | Wyniki w poszczególnych eliminacjach | Wyniki w poszczególnych eliminacjach | Wyniki w poszczególnych eliminacjach | Wyniki w poszczególnych eliminacjach | Wyniki w poszczególnych eliminacjach | Wyniki w poszczególnych eliminacjach | Wyniki w poszczególnych eliminacjach | Wyniki kierowców | Wyniki kierowców | Wyniki konstruktora | Wyniki konstruktora |
| 1993  |                          |                  |                                      | Brazylia                             | Unia Europejska                      | San Marino                           | Hiszpania                            | Monako                               | Kanada                               |                                      | Wielka Brytania                      | Niemcy                               | Węgry                                | Belgia                               | Włochy                               | Portugalia                           | Japonia                              | Australia                            | Pkt.             | Msc.             | Pkt.                | Msc.                |
| ----- | ------------------------ | ---------------- | ------------------------------------ | ------------------------------------ | ------------------------------------ | ------------------------------------ | ------------------------------------ | ------------------------------------ | ------------------------------------ | ------------------------------------ | ------------------------------------ | ------------------------------------ | ------------------------------------ | ------------------------------------ | ------------------------------------ | ------------------------------------ | ------------------------------------ | ------------------------------------ | ---------------- | ---------------- | ------------------- | ------------------- |
| 1993  | Lola BMS Scuderia Italia | Michele Alboreto | NU                                   | 11                                   | 11                                   | NZ                                   | NZ                                   | NU                                   | NZ                                   | NZ                                   | NZ                                   | 16                                   | NU                                   | 14                                   | NU                                   | NU                                   |                                      |                                      | 0                | 29               | 0                   | 12                  |
| 1993  | Lola BMS Scuderia Italia | Luca Badoer      | NU                                   | 12                                   | NZ                                   | 7                                    | NU                                   | NZ                                   | 15                                   | NU                                   | NU                                   | NU                                   | NU                                   | 13                                   | 10                                   | 14                                   |                                      |                                      | 0                | 25               | 0                   | 12                  |